# Stauracanthus
Stauracanthus là một chi thực vật có hoa thuộc họ Fabaceae. Nó thuộc phân họ Faboideae. Chi này có thể là đồng danh của Genista.

## Hình ảnh

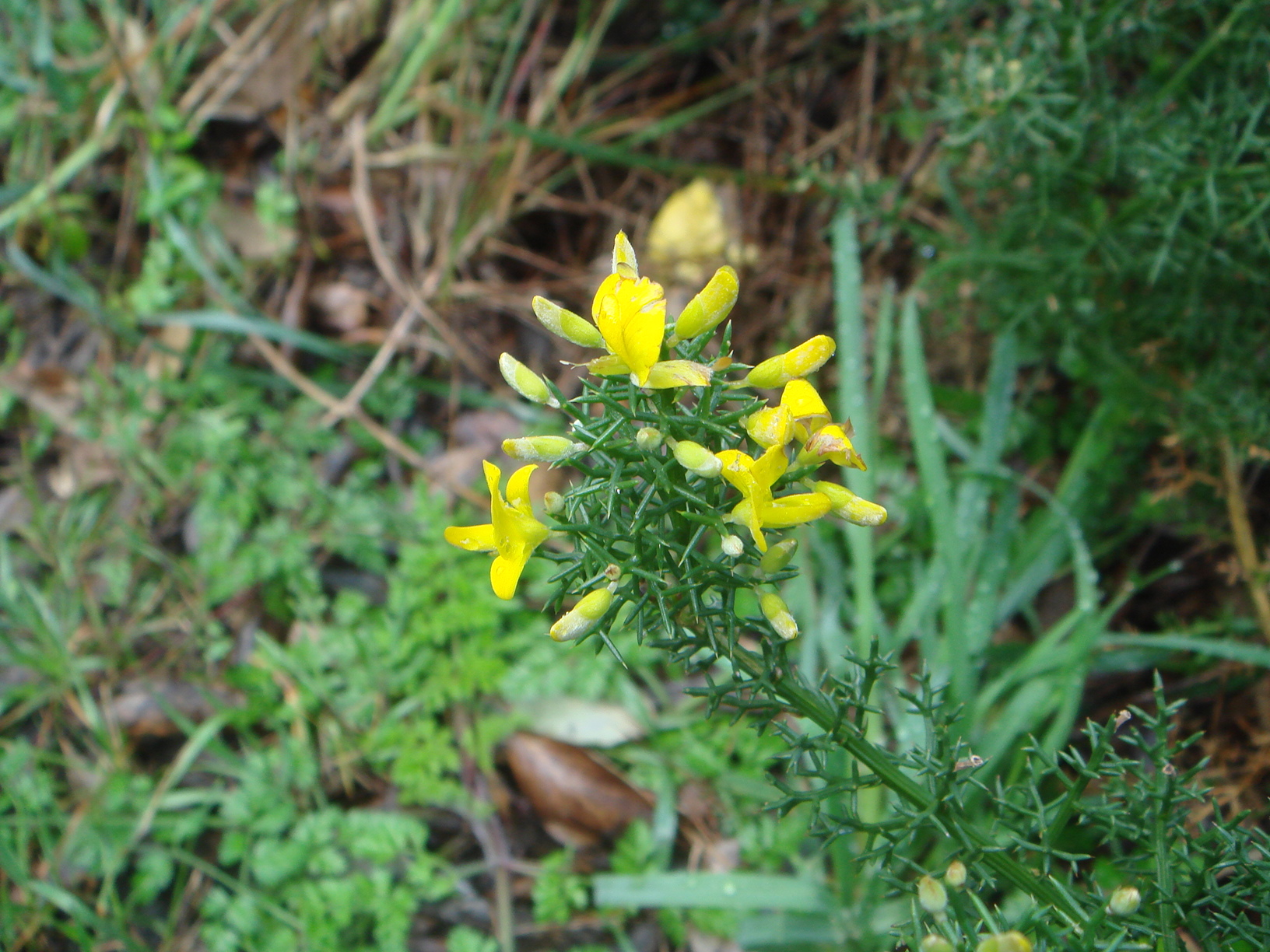

## Danh sách loài
- Stauracanthus aphyllus
- Stauracanthus boivinii
- Stauracanthus genistoides
- Stauracanthus nepa
- Stauracanthus spartioides
- Stauracanthus spectabilis